# Трахтенберг Яків
Я́ків Гершевич Тра́хтенберг  (17 червня 1888, Одеса — †26 жовтня 1951, Цюрих, Швейцарія) — німецький математик та книговидавець, автор методу швидкісного рахування.

## Біографія
Навчався в Санкт-Петербурзькому гірничому інституті.
Після революції 1917 року в Росії був головним інженером Обухівського заводу, але 1919 р. емігрував до Німеччини.
У Німеччині займався книговидавництвом. Після приходу нацистів до влади спочатку намагався знайти з ними спільну мову, попри своє єврейське походження, але вже 1934 р. був змушений втекти до Швейцарії, а звідти до Австрії, де публікував книги антикомуністичного напрямку.
Під час ІІ-ї Світової війни втік до Югославії, де потрапив до концтабору. 1944 — у концтаборі в Лейпцигу, потім у трудовому таборі в Трієсті. Втік з трудтабору й опинився в Швейцарії в таборі для біженців.
1950 — заснував у Цюриху інститут математики, де навчав дітей за своїм математичним методом, розробленим в концтаборах (описаний в книзі американської журналістки Ганни Кутлер «Блискавична математика»). Журналістка в США познайомила з методом Трахтенберга відомого американського професора Рудольфа МакШейна, з яким вони уклали підручник для вчителів та учнів старших класів «Швидка система елементарної математики Трахтенберга».
Сьогодні метод Якова Трахтенберга широко використовується у Швейцарії не лише педагогами, але й медиками (для тренування пам'яті та здатності концентрувати увагу пацієнта). Розробки одеського математика використовуються також у діяльності банків, крупних компаній та податкових управлінь.

## Публікації
- Two-finger method Trachtenberg system, 1951
- The Trachtenberg speed system of basic mathematics
- Jakow Trachtenberg, adapted by Ann Cutler and Rudolph McShane (1965). The Speed System of Basic Mathematics. London: Pan Books Ltd.